# William Howard Taft
William Howard Taft (15 tháng 9 năm 1857 – 8 tháng 3 năm 1930) là Tổng thống thứ 27 của Hoa Kỳ và cũng là Chánh án thứ 10 của Tòa án Tối cao Hoa Kỳ. Ông là người duy nhất trong lịch sử Hoa Kỳ từng giữ cả hai chức vụ này. Taft được bầu làm Tổng thống năm 1908 và là người được Tổng thống Theodore Roosevelt chọn sẵn để kế nhiệm chức vụ này. Tuy nhiên, ông bị đánh bại bởi Woodrow Wilson khi tái tranh cử năm 1912 sau khi Roosevelt rời khỏi Đảng Cộng hòa để tranh cử với tư cách ứng viên Đảng Tiến bộ và khiến cho phiếu bầu cho phe bảo thủ (Cộng hòa và Tiến bộ) bị phân chia. Năm 1921, Tổng thống Warren G. Harding bổ nhiệm Taft giữ chức Chánh án Toà án Tối Cao Hoa Kỳ, và ông làm việc ở cơ quan này cho đến khi qua đời.

## Tiểu sử
Taft sinh năm 1857 trong gia đình có thế lực chính trị Cincinati, Ohio. Cha của ông, Alphonso Taft, từng là Bộ trưởng Bộ Tư pháp và Bộ trưởng Bộ Chiến tranh Hoa Kỳ (tiền thân Bộ Quốc phòng ngày nay). Taft học tại Đại học Yale, và cũng như mẹ của mình, ông là thành viên của hội sinh viên bí mật Skull & Bones. Sau khi trở thành luật sư, Taft được bổ nhiệm làm thẩm phán khi vẫn còn trong độ tuổi 20. Sự nghiệp ông tiếp tục phát triển nhanh chóng sau khi được đề cử giữ chức Tổng Biện lý Sự vụ Hoa Kỳ (chức vụ quan trọng thứ tư trong Bộ Tư Pháp) và chức Thẩm án Tòa án phúc thẩm vùng thứ sáu Hoa Kỳ. Năm 1901, Tổng thống William McKinley bổ nhiệm Taft giữ chức Toàn quyền Philippines. Năm 1904,Taft được Tổng thống Roosevelt đề cử giữ chức vụ Bộ trưởng Bộ Chiến tranh và được chọn để kế nhiệm chức Tổng thống. Mặc dù luôn có một khát khao trở thành Chánh án, Taft nhiều lần từ chối đề cử giữ chức vụ này tại Tòa án Tối cao Hoa Kỳ vì ông tin rằng sự nghiệp chính trị của mình quan trọng hơn hết. 

## Tổng thống
Với sự giúp đỡ của Tổng thống đương nhiệm lúc bấy giờ Theodore Roosevelt, Taft dễ dàng có được sự đề cử của Đảng Cộng hòa để đứng ra đại diện đảng để tranh cử Tổng thống năm 1908. Ông cũng gặp không mấy khó khăn để đánh bại ứng cử viên Đảng Dân chủ William Jennings Bryans trong cuộc bầu cử vào tháng 11 năm đó. Khi làm việc tại Nhà trắng, ông tập trung các chính sách đối ngoại với Đông Á thay vì châu Âu, và liên tục can thiệp nhằm chống đỡ hoặc phế truất chính phủ Châu Mỹ Latin. Đồng thời, Taft mong muốn ban hành các chính sách giúp giảm mức thuế thương mại (một nguồn thu nhập lớn của chính phủ lúc bấy giờ), nhưng dự luật này sau cùng lại bị sửa đổi bằng cách tăng mức lãi suất. Chính quyền của Taft thường xảy ra xung đột giữa các phe cánh của Đảng Cộng hòa. Trong khi Taft thuộc phe ủng hộ việc ban hành các chính sách mang tính bảo thủ, vị Tổng thống tiền nhiệm và bạn thân của ông, Roosevelt, lại thuộc phe ủng hộ việc thông qua các chính sách tiến bộ. Ngoài ra, nhiều cuộc tranh cãi về các chính sách bảo tồn thiên nhiên và chống độc quyền trong kinh doanh thương mại cũng góp phần chia cắt đôi bạn thân này. Do đó, Roosevelt thách thức Taft trong cuộc bầu cử năm 1912 nhằm lấy lại vị trí tại Nhà trắng. Đứng trước thách thức đó, Taft đã dùng ảnh hưởng của mình để kiểm soát bộ máy tổ chức Đảng Cộng hòa, và điều này đã giúp ông giành thắng lợi suýt soát để trở thành ứng viên đại diện Đảng Cộng hòa trong cuộc bầu cử Tổng thống năm đó. Sau khi thất bại Roosevelt rời Đảng Cộng hòa và thành lập Đảng Tiến bộ để tự trở thành ứng viên Tổng thống. Sau cùng, sự việc này đã gây ra hiện tượng chia phiếu bầu (người dân phân vân không biết nên bầu cho Taft hay Roosevelt vì hai bên đều có nhiều nét tương đồng). Cuối cùng, Taft chỉ chiến thắng ở 2 bang Utah và Vermont, và ứng viên Đảng Dân chủ Wilson giành chiến thắng trong cuộc bầu cử năm đó.
Sau khi rời Nhà trắng, ông trở về làm giáo sư tại Đại học Yale, nhưng vẫn tiếp tục các hoạt động chính trị và chống đối chiến tranh thông qua Liên minh Thực thi Hòa bình (League to Enforce Peace). Năm 1921, Tổng thống Harding đề cử Taft giữ chức vụ Chánh án Toà án Tối cao - một vị trí ông hằng mong muốn. Chánh án Taft là một người bảo thủ trong các vấn đề liên quan đến doanh nghiệp, và trong thời gian ông giữ chức vụ này, nước Mỹ có sự phát triển về mặt dân quyền. Vì sức khỏe yếu, ông nộp đơn xin từ chức vào tháng 2 năm 1930 và qua đời một tháng sau đó. Ông an nghỉ tại Nghĩa trang Quốc gia Arlington và là người đầu tiên từng giữ cả 2 chức vụ Tổng thống và Chánh án từng được chôn ở đây.

## Sự nghiệp chính trị
Taft là lãnh đạo của cánh bảo thủ tiến bộ của Đảng Cộng hòa đầu thế kỷ 20, một người tiên phong cải tiến bang giao thương mại quốc tế và cực lực kêu gọi cho hòa bình thế giới.
Taft trải qua nhiều chức vụ trong Chính phủ Hoa Kỳ, Luật sư tòa thượng thẩm, chính án liên bang, tổng toàn quyền Mỹ tại Philippines và bộ trưởng Bộ chiến tranh Hoa Kỳ trước khi được bạn thân là tổng thống Theodore Roosevelt đề cử ông ra ứng cử tổng thống.
Chính phủ dưới quyền tổng thống Taft được nói đến nhờ công tác phá hệ thống độc quyền và đại diện cổ phần của giới đại tư bản Hoa Kỳ lúc bấy giờ đang nắm chủ quyền kinh tế. Chính phủ này cũng ra sức củng cố liên hệ thương mại giữa các tiểu bang, phát triển dân quyền, tu chỉnh hệ thống bưu điện và kêu gọi hòa bình thế giới.
Nhưng đến năm 1911 thì Roosevelt tách rời Taft, cho rằng ông này quá khích. Khi Taft và nhóm bảo thủ thấy Roosevelt đả kích hệ thống tư pháp họ liền tìm cách móc nối trong đảng. Sau đó Taft tranh với Roosevelt và thắng chức lãnh tụ đảng Cộng hoà và sau đó trục xuất Roosevelt khỏi đảng Cộng hoà. Taft từ đó nắm quyền suốt một thập niên. Kế đến ông tranh cử nhưng thua cử trong cuộc bầu cử tổng thống Hoa Kỳ năm 1912.
Năm 1921 Taft được bổ nhiệm chức chánh án tòa tối cao Hoa Kỳ.

## Chánh án

### Bổ nhiệm

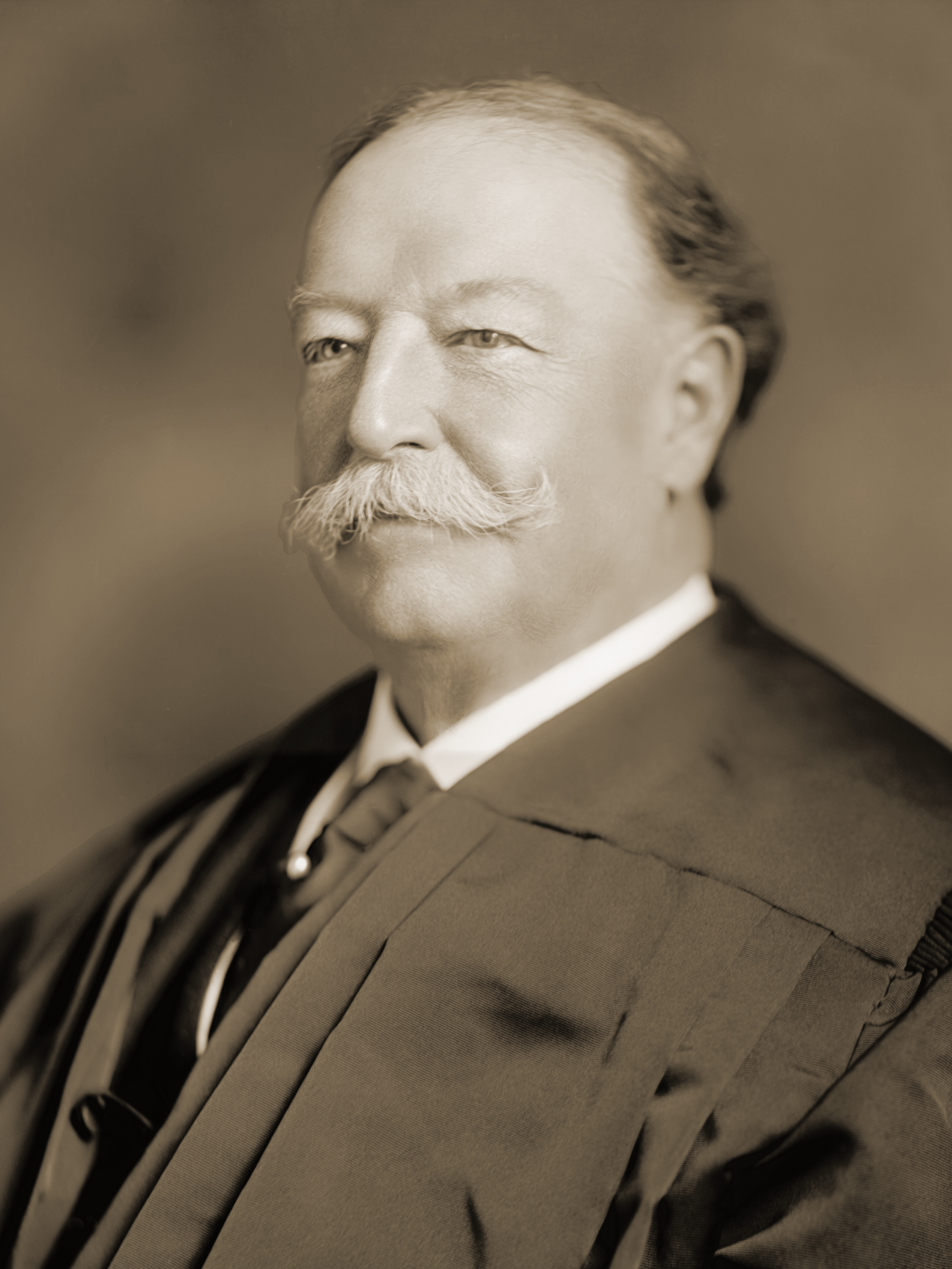
Chánh án Taft, k. 1921

Trong chiến dịch bầu cử năm 1920, Taft ủng hộ phe Cộng hòa—Harding (lúc đó là thượng nghị sĩ) và Thống đốc bang Massachusetts Calvin Coolidge; họ đã được bầu. Taft nằm trong số những người được yêu cầu đến nhà tổng thống đắc cử ở Marion, Ohio, để tư vấn cho ông về các cuộc hẹn, và hai người đàn ông đã hội ý ở đó vào ngày 24 tháng 12 năm 1920. Theo lời kể sau đó của Taft, sau một vài cuộc trò chuyện, Harding tình cờ hỏi liệu Taft có chấp nhận việc bổ nhiệm vào Tòa án Tối cao hay không ; nếu Taft muốn, Harding sẽ bổ nhiệm anh ta. Taft đưa ra một điều kiện cho Harding - đã từng giữ chức chủ tịch và đã bổ nhiệm hai trong số các phó thẩm phán hiện tại và phản đối Brandeis, anh ta chỉ có thể chấp nhận vị trí chánh án. Harding không đưa ra phản hồi nào, và Taft trong lời cảm ơn đã nhắc lại điều kiện và nói rằng Chánh án White thường nói với anh rằng ông sẽ giữ chức vụ cho Taft cho đến khi một đảng viên Cộng hòa nắm giữ Nhà Trắng. Vào tháng 1 năm 1921, Taft thông qua những người trung gian biết được rằng Harding dự định bổ nhiệm ông, nếu có cơ hội.
White lúc đó sức khỏe không tốt nhưng không có động thái từ chức khi Harding tuyên thệ nhậm chức vào ngày 4 tháng 3 năm 1921. Taft đã triệu tập chánh án vào ngày 26 tháng 3 và thành lập White bị ốm, nhưng vẫn tiếp tục công việc của mình và không nói đến việc nghỉ hưu. White không nghỉ hưu và qua đời tại chức vào ngày 19 tháng 5 năm 1921. Taft đã đưa ra lời tri ân đối với người đàn ông mà ông đã có được bổ nhiệm vào ghế trung tâm và chờ đợi và lo lắng liệu mình có phải là người kế nhiệm White hay không. Bất chấp suy đoán rộng rãi rằng Taft sẽ là người được lựa chọn, Harding không đưa ra thông báo nhanh chóng. Taft đang vận động hành lang cho chính mình ở hậu trường, đặc biệt là với các chính trị gia Ohio người đã thành lập vòng trong của Harding.

## Đánh giá
Taft thường được các nhà sử học xếp ở mức trung bình trên bảng xếp hạng các vị Tổng thống trong lịch sử nước Mỹ.